# Pere d'Urries
Pere d'Urries o Pere d'Urriés —de naixement Pedro Jordán de Urriés— (Osca (probable), ? — ?, 1533) fou un religiós que ostentà el títol d'abat de Montaragó (1528-1532) i bisbe d'Urgell i copríncep d'Andorra (1532 - 1533).
Per la possessió que va prendre del bisbat d'Osca l'Alonso de Só Castro i Pinós i per la seva mort que va succeir posteriorment va quedar vacant l'abadia de Montaragó. El papa li donà al Cardenal Ascani però com ja llavors s'havia publicat la Bula del Patronat l'Emperador presentà un nou candidat per l'Abadia que fou en Pere d'Urriés que aleshores era canonge de la Catedral d'Osca i Canceller de la seva universitat. Es mantingué en el càrrec d'abat de 1528 fins 1532 quan l'Emperador el nomenà Bisbe d'Urgell.
Sobre la seva vida n'explica un episodi:
| « | ... Defensant-se valerosament els cavallers i veïns de la ciutat van rebre alguns socors de gent d'armes que envià el comte d'Urgell, qui, seguint al de Foix, s'havia situat a Monzó. Després d'algunes batusses, el de Foix aixecà el setge per falta de subministraments al seu camp i se n'anà cap a Osca, sense aturar-se a aquesta ciutat on el comte d'Urgell hi havia enviat algunes companyies per defensar-la i marxà cap a la vila d'Aierbe, que estava defensada pel seu senyor, Pere d'Urriés; però com el seguia d'aprop el comte d'Urgell amb el seu exèrcit tampoc va atacar aquesta vila i estant les forces del Governador del Regne a Ejea, Erla i Luna se n'anà, el de Foix, cap a Navarra on passà per Bearn essent perseguit per les gents de la terra fent-li moltes baixes i sense que arribessin les companyies franceses ... | » |

Prové, igual que el seu successor al capdavant del bisbat d'Urgell; Francesc Jordán de Urriés del llinatge dels Jordán de Urriés.

## Casa Jordán de Urriés
La casa Jordán de Urriés fou una família noble aragonesa que posseí els títols de marquesat d'Ayerbe, Velilla de Ebro, vescomtes de Roda, d'entre altres.
L'escut d'armes consisteix en un escut quarterat, dels quals el quartet primer i quart són d'or amb dos pals de gules i el segon i tercer són de gules llisos i sobre un escussó d'or amb quatre pals de gules aragoneses.